# Superpohár UEFA 1995
Dvacátý ročník Superpoháru UEFA se odehrával na dva zápasy mezi vítězem Ligy mistrů v ročníku 1994/95 – AFC Ajax  a vítězem Poháru vítězů pohárů ve stejném ročníku – Realem Zaragoza.
Hrálo se na dva zápasy. Ten první se odehrál 6. února 1996 na stadionu La Romareda v Zaragoze s výsledkem 1:1 a ten druhý se uskutečnil 28. února 1996 na Olympijském stadionu v Amsterdamu vítězstvím domácích 4:0.

## Zápas

### 1. zápas
| 6. února 1996 |        |              |                                                                      |
| Real Zaragoza | 1 : 1  | AFC Ajax     | La Romareda, Zaragoza diváci: 23.000 rozhodčí: Rémi Harrel (Francie) |
| Aguado 28'    | report | 70' Kluivert | La Romareda, Zaragoza diváci: 23.000 rozhodčí: Rémi Harrel (Francie) |

### 2. zápas
| 28. února 1996                                      |       |               |                                                                                 |
| AFC Ajax                                            | 4 : 0 | Real Zaragoza | Olympijský stadion, Amsterdam diváci: 22.000 rozhodčí: Leslie Mottram (Skotsko) |
| Bogarde 43' George 54' Blind 65' (pen.), 69' (pen.) |       |               | Olympijský stadion, Amsterdam diváci: 22.000 rozhodčí: Leslie Mottram (Skotsko) |

## Vítěz
| Superpohár UEFA 1995 AFC Ajax (3. vítězství) |